# Internazionali d'Italia 2023
Gli Internazionali d'Italia 2023 sono stati un torneo di tennis giocato sulla terra rossa. È stata l'80ª edizione degli Internazionali d'Italia facente parte della categoria ATP Tour Masters 1000 nell'ambito dell'ATP Tour 2023 e della categoria WTA 1000 nell'ambito del WTA Tour 2023. Sia il torneo maschile sia quello femminile si sono giocati al Foro Italico di Roma, in Italia, dal 10 al 21 maggio 2023.

## Partecipanti ATP singolare

### Teste di serie
| Nazionalità | Giocatore                   | Ranking* | Testa di serie |
| ----------- | --------------------------- | -------- | -------------- |
| Serbia      | Novak Đoković               | 1        | 1              |
| Spagna      | Carlos Alcaraz              | 2        | 2              |
|             | Daniil Medvedev             | 3        | 3              |
| Norvegia    | Casper Ruud                 | 4        | 4              |
| Grecia      | Stefanos Tsitsipas          | 5        | 5              |
|             | Andrej Rublëv               | 6        | 6              |
| Danimarca   | Holger Rune                 | 7        | 7              |
| Italia      | Jannik Sinner               | 8        | 8              |
| Stati Uniti | Taylor Fritz                | 9        | 9              |
| Canada      | Félix Auger-Aliassime       | 10       | 10             |
|             | Karen Chačanov              | 11       | 11             |
| Stati Uniti | Frances Tiafoe              | 12       | 12             |
| Regno Unito | Cameron Norrie              | 13       | 13             |
| Polonia     | Hubert Hurkacz              | 15       | 14             |
| Croazia     | Borna Ćorić                 | 16       | 15             |
| Stati Uniti | Tommy Paul                  | 17       | 16             |
| Australia   | Alex de Minaur              | 18       | 17             |
| Italia      | Lorenzo Musetti             | 19       | 18             |
| Germania    | Alexander Zverev            | 22       | 19             |
| Regno Unito | Daniel Evans                | 24       | 20             |
| Spagna      | Roberto Bautista Agut       | 25       | 21             |
| Stati Uniti | Sebastian Korda             | 29       | 22             |
| Paesi Bassi | Botic van de Zandschulp     | 30       | 23             |
| Argentina   | Francisco Cerúndolo         | 31       | 24             |
| Giappone    | Yoshihito Nishioka          | 32       | 25             |
| Bulgaria    | Grigor Dimitrov             | 33       | 26             |
| Spagna      | Alejandro Davidovich Fokina | 34       | 27             |
| Stati Uniti | Ben Shelton                 | 35       | 28             |
| Paesi Bassi | Tallon Griekspoor           | 36       | 29             |
| Serbia      | Miomir Kecmanović           | 37       | 30             |
| Spagna      | Bernabé Zapata Miralles     | 38       | 31             |
| Rep. Ceca   | Jiří Lehečka                | 39       | 32             |

* Ranking all'8 maggio 2023.

### Altri partecipanti
I seguenti giocatori hanno ricevuto una wild card per il tabellone principale:
- Matteo Arnaldi
- Fabio Fognini
- Luca Nardi
- Francesco Passaro
- Giulio Zeppieri

I seguenti giocatori sono entrati in tabellone con il ranking protetto:
- Jérémy Chardy
- Hugo Dellien
- Kyle Edmund
- Guido Pella

I seguenti giocatori sono entrati nel tabellone principale passando dalle qualificazioni:

- Alexei Popyrin
- Daniel Altmaier
- Alexandre Müller
- Arthur Fils
- Pedro Martínez
- Roman Safiullin
- Juan Manuel Cerúndolo
- Stefano Napolitano
- Yannick Hanfmann
- Flavio Cobolli
- Fábián Marozsán
- Thanasi Kokkinakis

I seguenti giocatori sono entrati in tabellone come lucky loser:
- Aleksandr Ševčenko
- Hugo Grenier

### Ritiri
Prima del torneo
- Matteo Berrettini → sostituito da  Christopher O'Connell
- Benjamin Bonzi → sostituito da  Filip Krajinović
- Jenson Brooksby → sostituito da  Marco Cecchinato
- Pablo Carreño Busta → sostituito da  Stan Wawrinka
- Marin Čilić → sostituito da  Ugo Humbert
- Federico Coria → sostituito da  David Goffin
- Jack Draper → sostituito da  Jaume Munar
- Tallon Griekspoor → sostituito da  Aleksandr Ševčenko
- Quentin Halys → sostituito da  Hugo Grenier
- John Isner → sostituito da  Cristian Garín
- Nick Kyrgios → sostituito da  Thiago Monteiro
- Rafael Nadal → sostituito da  Luca Van Assche
- Denis Shapovalov → sostituito da  Jérémy Chardy
- Mikael Ymer → sostituito da  Juan Pablo Varillas

## Partecipanti ATP doppio

### Teste di serie
| Nazionalità | Giocatore         | Nazionalità | Giocatore              | Ranking* | Teste di serie |
| ----------- | ----------------- | ----------- | ---------------------- | -------- | -------------- |
| Paesi Bassi | Wesley Koolhof    | Regno Unito | Neal Skupski           | 2        | 1              |
| Stati Uniti | Rajeev Ram        | Regno Unito | Joe Salisbury          | 9        | 2              |
| Croazia     | Ivan Dodig        | Stati Uniti | Austin Krajicek        | 9        | 3              |
| El Salvador | Marcelo Arévalo   | Paesi Bassi | Jean-Julien Rojer      | 14       | 4              |
| Croazia     | Nikola Mektić     | Croazia     | Mate Pavić             | 19       | 5              |
| Regno Unito | Lloyd Glasspool   | Finlandia   | Harri Heliövaara       | 24       | 6              |
| India       | Rohan Bopanna     | Australia   | Matthew Ebden          | 26       | 7              |
| Messico     | Santiago González | Francia     | Édouard Roger-Vasselin | 30       | 8              |

* Ranking all'8 maggio 2023.

### Altri partecipanti
Le seguenti coppie di giocatori hanno ricevuto una wild card per il tabellone principale:
- Federico Arnaboldi /  Gianmarco Ferrari
- Lorenzo Musetti /  Giulio Zeppieri
- Andrea Pellegrino /  Andrea Vavassori

### Ritiri
Prima del torneo
- Tallon Griekspoor /  Botic van de Zandschulp → sostituiti da  Robin Haase /  Botic van de Zandschulp
- Nathaniel Lammons /  Jackson Withrow  → sostituiti da  Nathaniel Lammons /  John Peers
- Rafael Matos /  David Vega Hernández  → sostituiti da  Maxime Cressy /  David Vega Hernández

## Partecipanti singolare WTA

### Teste di serie
| Nazionalità | Giocatrice             | Ranking* | Testa di serie |
| ----------- | ---------------------- | -------- | -------------- |
| Polonia     | Iga Świątek            | 1        | 1              |
|             | Aryna Sabalenka        | 2        | 2              |
| Stati Uniti | Jessica Pegula         | 3        | 3              |
| Tunisia     | Ons Jabeur             | 7        | 4              |
| Francia     | Caroline Garcia        | 4        | 5              |
| Stati Uniti | Coco Gauff             | 5        | 6              |
| Kazakistan  | Elena Rybakina         | 6        | 7              |
|             | Dar'ja Kasatkina       | 9        | 8              |
| Grecia      | Maria Sakkarī          | 8        | 9              |
| Rep. Ceca   | Barbora Krejčíková     | 13       | 10             |
|             | Veronika Kudermetova   | 12       | 11             |
| Brasile     | Beatriz Haddad Maia    | 15       | 12             |
| Rep. Ceca   | Karolína Plíšková      | 14       | 13             |
|             | Viktoryja Azaranka     | 17       | 14             |
|             | Ekaterina Aleksandrova | 22       | 15             |
|             | Ljudmila Samsonova     | 16       | 16             |
| Polonia     | Magda Linette          | 19       | 17             |
| Italia      | Martina Trevisan       | 18       | 18             |
| Stati Uniti | Madison Keys           | 23       | 19             |
| Croazia     | Donna Vekić            | 24       | 20             |
| Lettonia    | Jeļena Ostapenko       | 20       | 21             |
| Cina        | Zheng Qinwen           | 21       | 22             |
|             | Anastasija Potapova    | 25       | 23             |
| Canada      | Bianca Andreescu       | 31       | 24             |
| Belgio      | Elise Mertens          | 26       | 25             |
| Svizzera    | Jil Teichmann          | 58       | 26             |
| Rep. Ceca   | Marie Bouzková         | 38       | 27             |
| Stati Uniti | Bernarda Pera          | 32       | 28             |
| Croazia     | Petra Martić           | 28       | 29             |
| Ucraina     | Anhelina Kalinina      | 47       | 30             |
| Romania     | Irina-Camelia Begu     | 27       | 31             |
| Ucraina     | Marta Kostjuk          | 40       | 32             |

* Ranking all'8 maggio 2023.

### Altre partecipanti
Le seguenti giocatrici hanno ricevuto una wild card per il tabellone principale:
- Nuria Brancaccio
- Lucia Bronzetti
- Diletta Cherubini
- Sara Errani
- Matilde Paoletti
- Lisa Pigato
- Camilla Rosatello
- Lucrezia Stefanini

Le seguenti giocatrici sono entrate in tabellone con il ranking protetto:
- Sofia Kenin
- Anastasija Pavljučenkova
- Nadia Podoroska
- Barbora Strýcová
- Elina Svitolina
- Markéta Vondroušová

Le seguenti giocatrici sono entrate nel tabellone principale passando dalle qualificazioni:

- Viktorija Tomova
- Dajana Jastrems'ka
- Ysaline Bonaventure
- Anna-Lena Friedsam
- Anna Bondár
- Elena-Gabriela Ruse
- Taylor Townsend
- Tereza Martincová
- Camila Osorio
- Magdalena Fręch
- Arantxa Rus
- Nao Hibino

La seguente giocatrice è entrata in tabellone come lucky loser:
- Kamilla Rachimova

### Ritiri
Prima del torneo
- Amanda Anisimova → sostituita da  Maryna Zanevs'ka
- Belinda Bencic → sostituita da  Tatjana Maria
- Danielle Collins → sostituita da  Lesja Curenko
- Simona Halep → sostituita da  Anett Kontaveit
- Petra Kvitová → sostituita da  Lucia Bronzetti
- Emma Raducanu → sostituita da  Danka Kovinić
- Kateřina Siniaková → sostituita da  Cristina Bucșa
- Ajla Tomljanović → sostituita da  Alizé Cornet
- Patricia Maria Țig → sostituita da  Nuria Párrizas Díaz
- Zhang Shuai → sostituita da  Katie Volynets
- Zhu Lin → sostituita da  Kamilla Rachimova

## Partecipanti doppio WTA

### Teste di serie
| Nazione     | Giocatrice         | Nazione     | Giocatrice       | Ranking* | Testa di serie |
| ----------- | ------------------ | ----------- | ---------------- | -------- | -------------- |
| Stati Uniti | Coco Gauff         | Stati Uniti | Jessica Pegula   | 7        | 1              |
| Ucraina     | Ljudmyla Kičenok   | Lettonia    | Jeļena Ostapenko | 18       | 2              |
| Stati Uniti | Desirae Krawczyk   | Paesi Bassi | Demi Schuurs     | 21       | 3              |
| Australia   | Storm Hunter       | Belgio      | Elise Mertens    | 28       | 4              |
| Canada      | Gabriela Dabrowski | Brasile     | Luisa Stefani    | 32       | 5              |
| Giappone    | Shūko Aoyama       | Giappone    | Ena Shibahara    | 40       | 6              |
| Stati Uniti | Asia Muhammad      | Messico     | Giuliana Olmos   | 40       | 7              |
| Cina        | Xu Yifan           | Cina        | Yang Zhaoxuan    | 42       | 8              |

- Ranking all'8 maggio 2023.

### Altre partecipanti
Le seguenti coppie di giocatrici hanno ricevuto una wild card per il tabellone principale:
- Lucia Bronzetti /  Elisabetta Cocciaretto
- Angelica Moratelli /  Camilla Rosatello
- Jasmine Paolini /  Martina Trevisan

Le seguenti coppie di giocatrici sono entrate in tabellone con il ranking protetto:
- Marie Bouzková /  Bethanie Mattek-Sands
- Hsieh Su-wei /  Barbora Strýcová
- Sofia Kenin /  Aljaksandra Sasnovič

La seguente coppia di giocatrici è entrata in tabellone come alternate:
- Dar'ja Kasatkina /  Julija Putinceva

### Ritiri
Prima del torneo
- Leylah Fernandez /  Taylor Townsend → sostituite da  Dar'ja Kasatkina /  Julija Putinceva

## Punti
| Torneo              | V    | F   | SF  | QF  | 4T  | 3T | 2T   | 1T   | Q    | Q2   | Q1   |
| Singolare maschile  | 1000 | 600 | 360 | 180 | 90  | 45 | 25*  | 10   | 16   | 8    | 0    |
| Doppio maschile     | 1000 | 600 | 360 | 180 | 90  | 0  | N.D. | N.D. | N.D. | N.D. | N.D. |
| Singolare femminile | 1000 | 650 | 390 | 215 | 120 | 65 | 35*  | 10   | 30   | 20   | 2    |
| Doppio femminile    | 1000 | 650 | 390 | 215 | 120 | 10 | N.D. | N.D. | N.D. | N.D. | N.D. |

* I giocatori con un bye ricevono i punti del primo turno.

## Montepremi
| Event               | V          | F        | SF       | QF       | 4T      | 3T      | 2T      | 1T      | Q2     | Q1     |
| Singolare maschile  | €1,105,265 | €580,000 | €308,790 | €161,525 | €84,900 | €48,835 | €27,045 | €16,340 | €8,265 | €4,510 |
| Singolare femminile | €521,754   | €272,200 | €143,490 | €73,930  | €39,130 | €22,700 | €12,652 | €7,828  | €5,982 | €3,110 |
| Doppio maschile*    | €382,420   | €202,850 | €108,190 | €54,840  | €29,300 | €15,780 | N.D.    | N.D.    | N.D.   | N.D.   |
| Doppio femminile*   | €182,170   | €96,430  | €51,790  | €25,900  | €13,840 | €7,590  | N.D.    | N.D.    | N.D.   | N.D.   |

*per team

## Campioni

### Singolare maschile
Daniil Medvedev ha sconfitto in finale  Holger Rune con il punteggio di 7-5, 7-5.
• È il ventesimo titolo in carriera per Medvedev, il quinto della stagione.

### Singolare femminile
Elena Rybakina ha sconfitto in finale  Anhelina Kalinina con il punteggio di 6-4, 1-0 ritiro.
• È il quinto titolo in carriera per Rybakina, il secondo della stagione.

### Doppio maschile
Hugo Nys /  Jan Zieliński hanno sconfitto in finale  Robin Haase /  Botic van de Zandschulp con il punteggio di 7-5, 6-1.

### Doppio femminile
Storm Hunter /  Elise Mertens hanno sconfitto in finale  Coco Gauff /  Jessica Pegula con il punteggio di 6-4, 6-4.